# Абразійні береги
Абразійні береги ( тераси), береги (тераси), утворені в результаті абразійних процесів.